# Enotria (Schiff, 1951)
Die Enotria war ein 1951 in Dienst gestelltes Passagierschiff der italienischen Reederei Adriatica di Navigazione. Sie stand bis 1975 im Linienverkehr von Venedig nach Alexandria im Einsatz und trug anschließend den Namen Kowther. Am 31. Dezember 1979 erlitt die Kowther vor Griechenland Schiffbruch. Das Wrack wurde gehoben und in Spanien abgewrackt.

## Geschichte
Die Enotria entstand unter der Baunummer 235 in der Werft von Ansaldo in Livorno und lief am 3. Dezember 1950 vom Stapel. Nach ihrer Ablieferung an die Adriatica di Navigazione im Dezember 1951 nahm sie den Liniendienst von Venedig nach Alexandria auf, lief im Verlauf ihrer Dienstzeit aber auch andere Häfen an. Knapp ein Jahr später ergänzte sie im Dezember 1952 hierbei ihr Schwesterschiff Messapia.
Die Passagiere der Enotria reisten an Bord Erster Klasse oder in der Touristenklasse. Das zum Zeitpunkt seiner Indienststellung sehr moderne Schiff war in den öffentlichen Räumen und Kabinen beider Klassen vollklimatisiert und verfügte über Stabilisatoren. Zudem konnte die Enotria bis zu 2250 Tonnen Fracht befördern.
1975 beendete die Enotria den Liniendienst und wurde verkauft. Neuer Eigentümer war Kowther Maritime Shipping mit Sitz in Zypern, die das Schiff in Kowther umbenannten. Wo genau es anschließend im Einsatz stand ist nicht bekannt. Nach vier Jahren im Dienst für ihren zweiten Eigner erlitt die Kowther am 31. Dezember 1979 vor der Küste Griechenlands Schiffbruch. Das Wrack wurde zu einem späteren Zeitpunkt geborgen und in Spanien abgewrackt.